# Elaeodopsis loxoscia
Elaeodopsis loxoscia là một loài bướm đêm trong họ Noctuidae.